# Monanchora arbuscula
Espèce
Monanchora arbuscula est une espèce d'éponges de la famille des Crambeidés.